# NGC 4292
NGC 4292 ist eine Linsenförmige Galaxie mit aktivem Galaxienkern vom Hubble-Typ SB0 im Sternbild Jungfrau auf der Ekliptik. Die Galaxie ist schätzungsweise 97 Millionen Lichtjahre von der Milchstraße entfernt und hat einen Durchmesser von etwa 35.000 Lichtjahren. Gemeinsam mit PGC 213977 bildet sie das optische Galaxienpaar Holm 375 und ist unter der Katalognummer VCC 462 als Mitglied des Virgo-Galaxienhaufens aufgeführt.
Im selben Himmelsareal befinden sich u. a. die Galaxien NGC 4255, NGC 4268, NGC 4301, NGC 4303.
Das Objekt wurde am 7. April 1828 von  John Herschel entdeckt.